# ФК «Ньютон Хит (Ланкашир энд Йоркшир Рейлуэй)» в сезоне 1883/1884
В сезоне 1883/84 «Ньютон Хит (Ланкашир энд Йоркшир Рейлуэй)» впервые в своей истории принял участие в официальных футбольных матчах. На протяжении пяти лет до этого клуб проводил лишь товарищеские матчи против местных команд. «Ньютон Хит» начал выступления в Кубке Ланкашира в октябре 1883 года, но вылетел из турнира после первого же раунда, проиграв резервному составу клуба «Блэкберн Олимпик».

## Кубок Ланкашира
В первом в своей истории официальном матче «Ньютон Хит (Ланкашир энд Йоркшир Рейлуэй)» встретился на домашнем стадионе «Норт Роуд» с клубом «Блэкберн Олимпик». Встреча проходила в рамках розыгрыша Кубка Ланкашира. В предыдущем сезоне 1882/83 «Блэкберн Олимпик» выиграл Кубок Англии. «Олимпик» выставил против «Ньютон Хит» свою резервную команду. Матч состоялся 27 октября 1883 года. После первого тайма счёт был 2:1 в пользу «Олимпика». В начале второго тайма футболисты «Ньютон Хит» сравняли счёт, но затем пропустили пять мячей в свои ворота и проиграли со счётом 7:2.
По некоторым сведениям, к этому времени вход на стадион «Норт Роуд» стал платным: клуб установил входную плату в размере 3 пенни.
| Дата | Раунд   | Соперник                      | Д / В | Счёт | Авторы голов | Зрители |
| --- | ------- | ----------------------------- | ----- | ---- | ------------ | ------- |
| 27 октября 1883 | Раунд 1 | Резервисты «Блэкберн Олимпик» | Д     | 2:7  | неизвестно   |         |
| Состав «Ньютон Хит»: Дж. Смит (вр), С. Блэк (к), Дж. Ригби, К. Фултон, Г. Робинсон, Э. Хоулз, Т. Джонс, А. Шоу, К. Лэтам, Дж. Крэмпхорн, Э. Диксон |         |                               |       |      |              |         |

## Товарищеские матчи

Сэм Блэк был капитаном «Ньютон Хит» с 1883 по 1887 год

| Дата            | Соперник                      | Д / В | Счёт | Авторы голов за «Ньютон Хит» | Зрители |
| --------------- | ----------------------------- | ----- | ---- | ---------------------------- | ------- |
| 6 октября 1883  | Астли Бридж (основной состав) | Д     | 0:1  | неизвестно                   |         |
| 13 октября 1883 | Хотон Дейл                    | Д     | 2:2  | неизвестно                   |         |
| 20 октября 1883 | Сент-Хеленс                   | В     | 3:2  | неизвестно                   |         |
| 1 декабря 1883  | Манчестер Аркадианс           | Д     | 4:0  | неизвестно                   |         |
| 8 декабря 1883  | Эрлстаун                      | В     | 0:8  | неизвестно                   |         |
| 5 января 1884   | Бутл Уондерерс                | Д     | 6:0  | неизвестно                   |         |
| 12 января 1884  | Бентфилд                      | В     | 1:1  | неизвестно                   |         |
| 19 января 1884  | Сент-Хеленс                   | Д     | 3:1  | неизвестно                   |         |
| 26 января 1884  | Хотон Дейл                    | В     | 1:0  | неизвестно                   |         |
| 30 января 1884  | Сент-Хеленс                   | Д     | 3:1  | Лэтам, Моррис, неизвестно    |         |
| 2 февраля 1884  | Гринхейс                      | Д     | 1:0  | неизвестно                   |         |
| 9 февраля 1884  | Бутл Уондерерс                | В     | 1:1  | неизвестно                   |         |
| 23 февраля 1884 | Блэкберн Олимпик              | Д     | 0:0  | неизвестно                   |         |
| 1 марта 1884    | Херст Брук Олимпик            | В     | 1:3  | автогол                      |         |
| 8 марта 1884    | Манчестер Аркадианс           | В     | 4:0  | неизвестно                   |         |
| 15 марта 1884   | Астли Бридж (резервисты)      | В     | 0:0  | неизвестно                   |         |
| 29 марта 1884   | Гринхейс                      | В     | 1:5  | Блэк                         |         |

1. ↑  Матч был сыгран из двух таймов по 15 минут.
2. ↑  Матч был отменён после 30 минут игры из-за того, что мяч улетел в реку.

## Матчи резервной команды
| Дата            | Соперник                      | Д / В | Счёт | Авторы голов за «Ньютон Хит» | Зрители |
| --------------- | ----------------------------- | ----- | ---- | ---------------------------- | ------- |
| 6 октября 1883  | Пендлтон Олимпик (резервисты) | В     | 1:4  | неизвестно                   |         |
| 16 ноября 1883  | Херст Брук Олимпик            | В     | 0:6  |                              |         |
| 15 декабря 1883 | Гортон Вилла                  | В     | 0:2  |                              |         |

1. ↑  Обе команды играли с десятью игроками вместо одиннадцати положенных.
2. ↑  Было сыграно два тайма по 20 минут.

## Трансферы

### Пришли в клуб
| Дата | Поз. | Имя      | Из клуба   | Прим. |
| ---- | ---- | -------- | ---------- | ----- |
| 1884 | Нап  | Джон Эрп | неизвестно | [ 2 ] |